# ذاکر نائیک
ذاکر عبدالکریم نائیک مسلمان (زادهٔ ۱۸ اکتبر سال ۱۹۶۵)، بنیان‌گذار و مدیر بنیاد پژوهش اسلامی است که سازمانی ناسودبر و مالک شبکهٔ تلویزیونی جهانی پیس‌تی‌وی هند می‌باشد. او که شخصیتی برجسته در هند می‌باشد، همچنین یک پروفسور، دعوت‌گر اسلام، و یک نویسنده در موضوعات اسلام و تطبیق ادیان دیگر است.
نائیک شغلش را به‌عنوان یک پزشک با داشتن کارشناسی پزشکی و جراحی از دانشگاه بمبئی آغاز کرد. پس از الهام‌گیری از احمد حسین دیدات، او دیگر شغل پاره‌وقت خود را با انجام سخنرانی‌های اسلامی برای عموم مردم شروع کرد که به شهرت او انجامید.

## اتهامات
رسانه‌های هندی گزارش می‌دهند که مسلمانان هند، ذاکر را به دامن‌زدن ذهنیت تروریستی متهم کرده و از نهادهای امنیتی و استخباراتی آن کشور خواسته‌اند تا فعالیت‌های تبلیغی نایک را متوقف و کتاب‌هایش را جمع کنند. ذاکر نائیک، توسط دادگاهی در هند، به کسب مجرمانه ۲۸ میلیون دلار پول نقد متهم شد. از دیگر اتهامات وی، نفرت‌پراکنی و ترویج تروریسم بوده‌است. او همچنین بعد از اعتراف یکی از مهاجمان به یک کافه در داکا بنگلادش، مورد توجه جوامع جهانی قرار گرفت. در این اعتراف آمده بود که این عملیات تروریستی، از نظرات ذاکر نایک الهام گرفته‌است. بر اثر این حمله ۲۲ نفر کشته شدند. پس از این حمله، پلیس ضد تروریسم هند علیه ذاکر اعلام جرم کرد و این سبب شد که ذاکر به مالزی برود.